# José Álvares Maciel

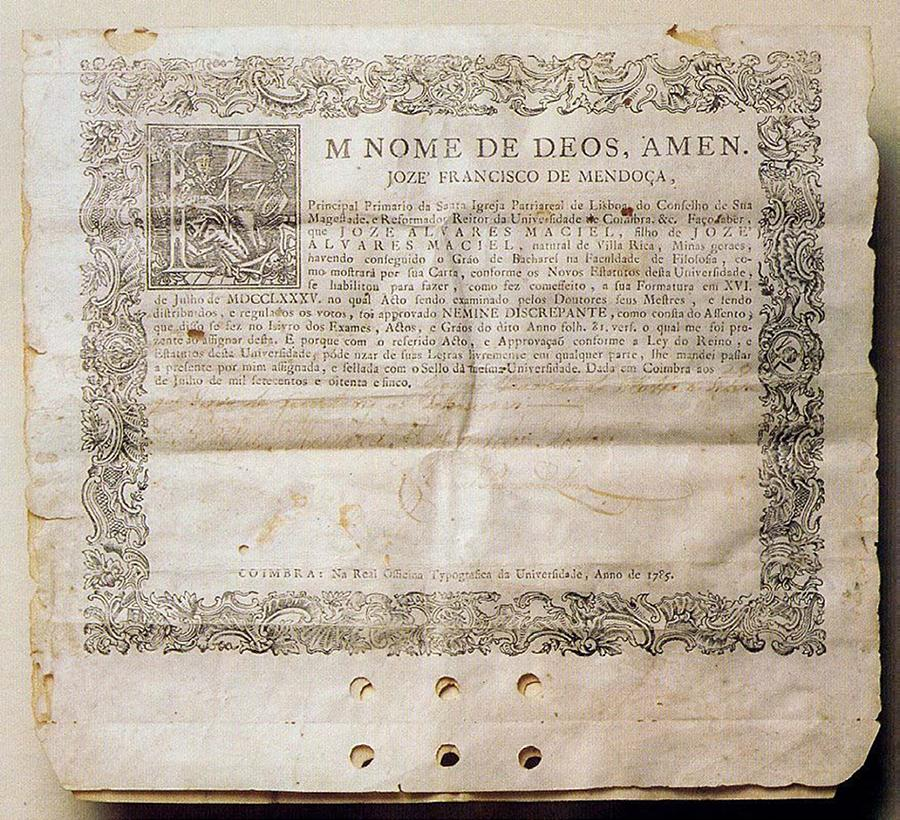
Diploma de graduação de José Álvares Maciel na Universidade de Coimbra, de 16 de julho de 1785.

José Álvares Maciel (Vila Rica, 1760 – Massangano, Angola, 1804) foi um engenheiro e político brasileiro.
Filho do capitão-mor de Vila Rica, José Alves Maciel e Juliana Francisca de Oliveira, filha de Maximiano de Oliveira Leite.
Aos vinte e um anos de idade seguiu para a Universidade de Coimbra a fim de seguir o curso de Filosofia Natural, onde se destacou, sendo encarregado por Domingos Vandelli de realizar pesquisas mineralógicas na serra da Estrela. Concluído o curso, seguiu para a Inglaterra para estudar as indústrias de Birminghan, nomeadamente as siderurgias e as manufaturas têxteis, tendo entrado em contato não apenas com industriais e técnicos, mas também com as idéias do liberalismo e da maçonaria.
Entre dezembro de 1787 e março de 1788 encontrou-se, na Universidade de Coimbra com José Joaquim da Maia que já se havia avistado com Thomas Jefferson, embaixador dos Estados Unidos da América na França e dele obtivera uma promessa de apoio dos norte-americanos às aspirações de independência de Minas Gerais. Tão logo chegou ao Rio de Janeiro, em 1788, encontrou-se com Tiradentes e com o visconde de Barbacena, que chegara ao Brasil para assumir o posto de Governador da Capitania de Minas Gerais. O encontro foi providencial para os três: Tiradentes obteve as noticias que aguardava sobre o apoio de potências estrangeiras; Barbacena reencontrava o amigo mineralogista; e Maciel punha-se em contato com os revolucionários, e deste encontro recebeu um convite para residir no Palácio dos Governadores em Vila Rica, onde chegou no mesmo ano, com a conspiração já em estágio avançado, nela se engajando.
Maciel colocava os conspiradores a par das atividades do Governador, que, a seu turno, o encarregou de prospecções mineralógicas em Sabará, Caeté e nos arredores de Vila Rica, onde permaneceu até 1789 quando finalmente, após esforços em contrário do próprio Governador, foi detido pela Devassa, sendo remetido para interrogatório no Rio de Janeiro onde foi recolhido aos calabouços da Fortaleza de São Francisco Xavier da Ilha de Villegagnon. Nesta cidade foi julgado e condenado à morte, tendo a sua pena sido comutada em degredo perpétuo em Angola, para onde seguiu em 23 de maio de 1792.
Chegou a Luanda em 20 de junho de 1792 e foi internado na enfermaria da Forte de São Francisco do Penedo com pneumonia e escorbuto. Recuperado, de lá seguiu viagem para a Fortaleza de Massangano, de onde foi solto para lutar pela sobrevivência. Tornou-se representante comercial dos negociantes de Luanda na área de Calumbo. Em 1797 o novo Governador de Angola, D. Miguel António de Melo atestou, em oficio ao Ministro do Ultramar em Lisboa, que Maciel ganhava a vida naquele lugar como vendedor de panos no sertão. Em 1799 recebeu do Governador uma licença para levar um carregamento à feira de Cassange e o encarregou da missão de verificar a existência de riquezas minerais pelos sertões de Angola. Na Província de Itamba no lugar denominado Trombeta, jurisdição de Golungo, no sitio de Cathari, montou uma pequena siderurgia que produzia alguns ferros com improvisação e auxílio de cento e trinta quatro negros. No ano de 1800 escreveu ao Governador um relatório sobre o seu trabalho e as dificuldades que enfrentava por não encontrar oficiais de mecânica, carpinteiros e ferreiros, solicitando que estes profissionais lhe fossem enviado do Brasil. O Governador tão logo recebeu a resposta da Corte, chamou Maciel e leu-lhe os elogios que o rei fazia ao seu desempenho e pediu a lista do que necessitava para desenvolver a siderurgia.
Maciel teria falecido em março de 1804 ou 1805, aos 44 anos de idade, antes que chegassem os recursos que pedira a Lisboa.
Em 21 de abril de 1955 dentro das comemorações pelos cento e sessenta e três anos da morte de Tiradentes, o governo do estado de Minas Gerais inaugurou uma siderurgia em Saramenha, no lugar das minas por ele descobertas em 1788, com um forno recebendo o seu nome em sua homenagem.